# Makarewa (Nouvelle-Zélande)
Makarewa est une petite localité située au nord de la ville d’Invercargill, qui est la ville la plus importante de la région du Southland au sud de l’Île du Sud de la Nouvelle-Zélande.

## Installations
L’établissement’ comprend une école primaire avec un effectif de 130 enfants, deux laiteries actuellement abandonnées, une salle de réunion pour les clubs, un terrain de jeu , un country club, des terrains de squash, une pelouse pour le club de bowling, et une piscine couverte dans l’enceinte de l’école.

## Activités économiques
La société Alliance Group (en) gère une usine frigorifique située au niveau de la commune de Makarewa : initialement l’installation traitait la viande de bœufs, mais après avoir été réduite en taille en 1990, elle est devenue une usine de venaison traitant spécifiquement de la viande de cerfs. L’installation fournit aussi de l’eau potable pour l’usine  de Lorneville toute  proche.

## Chemin de Fer
Makarewa était autrefois à la jonction de deux embranchements ferroviaires : c'était l’endroit où la Tuatapere Branch divergeait de la Kingston Branch. Une troisième ligne, la Ohai Branch, quittait l’embranchement de Tokanui au niveau de Thornbury. Le 15 janvier 1978, l’embranchement de Tokanui ferma au delà de Thornbury, et le 13 décembre 1982, l’embranchement de Kingston ferma au delà de Makarewa. La ligne, qui passe à travers  Makarewa a depuis été incorporée dans l’embranchement de Ohai Branch et seul le service du fret continu à fonctionner.